# 739 Mandeville
739 Mandeville este un asteroid din centura principală, descoperit pe 7 februarie 1913, de Joel Metcalf.